# Rehnitettix
Rehnitettix is een geslacht van rechtvleugeligen uit de familie doornsprinkhanen (Tetrigidae). De wetenschappelijke naam van dit geslacht is voor het eerst geldig gepubliceerd in 1939 door Günther.

## Soorten
Het geslacht Rehnitettix  is monotypisch en omvat slechts de volgende soort:
- Rehnitettix olsufieffi (Günther, 1939)